# Survivalcraft
Survivalcraft (от англ. survival «выживание» + craft «ремесло») — видеоигра в жанре песочницы, созданная польским разработчиком Игорем Калицинским, известным под ником Kaalus. Игра доступна на платформах Windows, Windows Phone, Android, iOS. Первая версия была выпущена 16 ноября 2011 года в Windows Phone Store.

## Игровой процесс
Игровой процесс Survivalcraft очень похож на Minecraft (где игроки изменяют мир с помощью кубических блоков), причем настолько, что его часто называют клоном.

### Режимы
По сюжету игрок оказывается на необитаемом острове и вынужден выживать (по умолчанию включён режим «Выживания» — Survival): спасаться от диких животных, искать и выращивать еду, строить жилище, создавать одежду, чтобы спастись от холода. Если шкала жизни игрока опускается до нуля, он погибает и появляется в том месте, где последний раз спал.
В творческом режиме («Creative») игрок может создавать мир, используя неограниченное количество ресурсов, и может исследовать его без опасности нападения со стороны враждебных животных.
В игре также доступны и другие игровые режимы:
- Harmless — облегченное выживание, в котором животные ведут себя мирно, жизнь восстанавливается очень быстро, а умереть от голода невозможно;
- Challenging — усложненное выживание;
- Adventure — приключение, добыча ресурсов недоступна;
- Cruel — усложненное выживание, в котором у игрока есть только одна жизнь. Вернуться в игру после смерти игрового персонажа невозможно.

Предоставляется возможность играть как в одиночку, так и в многопользовательском режиме. Во втором случае экран игрового устройство разделяется на количество игроков (максимум 4), игра по сети разработчиком не предусмотрена.

В 2023 году появилась фанатская мод-версия игры на локальный/серверный мультиплеер: SurvivalCraft 2 MultiPlayer.
В Survivalcraft игрок может выбрать пол своего персонажа (женский или мужской), от этого зависят характеристики персонажа(урон, скорость, голод и тд) а также его рост(женский персонаж ниже)

### Причины смерти игрового персонажа
- Убийство враждебными животными (гиеной, медведем, носорогом, быком, акулой, волком, тигром, львом, кабаном и пр.);
- Самоубийство (кнопка в окне характеристик);
- Отравление едой/гнилью;
- Замерзание насмерть (визуально сначала замерзает весь экран, потом наступает смерть);
- Утопление в воде (стремительно начинают отниматься HP);
- Сгорание в огне/лаве;
- Перегрев;
- Голод;
- Взрыв/взрывная волна (в замкнутом пространстве урон больше);
- Падение с большой высоты;
- Падение предмета на персонажа.

## История разработки
Первая версия была выпущена 16 ноября 2011 года для Windows Phone 7. Это произошло в год запуска стабильной версии Minecraft.
| Версия | Что нового |
| ------ | --- |
| 1.0    | Запуск игры. |
| 1.1    | Скриншоты, факелы, лампы, инструменты, чувствительность элементов управления, книга рецептов. |
| 1.2    | Ходьба крадучись, лестницы, плиты, двери, лестницы, снег, лед, рождественская ёлка. |
| 1.3    | Базальт, известняк, мрамор, печь. |
| 1.4    | Новый мировой формат, глина, кирпич. |
| 1.5    | Птицы, копья, механика метание, сырая/жареная еда, новая генерация мир. |
| 1.6    | Исправление ошибок. |
| 1.7    | Люки, анимация воды, снежки, ловушки, дикие кабаны, режимы игры, генерация руд. |
| 1.8    | Ведра, физика воды, магма, свойства мира, углы обзора. |
| 1.9    | Подключение к Dropbox, заборы, перевернутые лестницы и половинчатые блоки. |
| 1.10   | Быки, текстовые знаки, сера, селитра, приключенческий режим, исправление ошибок. |
| 1.11   | Взрывчатка, огонь, спички, магма как жидкость. |
| 1.12   | Волки, коровы, молоко, алмазы, плоская местность, улучшения игрового управления. |
| 1.13   | Спавн существ, яйца, саженцы, компас, термометр, разрастание травы. |
| 1.14   | Исправление ошибок, гигрометр, новый движок рендеринга текста. |
| 1.15   | Большие улучшения производительности, медведи, мачете, перезапуск приключений, кактусы. |
| 1.16   | Белые медведи, краска, генерация мира, механика падения блоков. |
| 1.17   | Вид от 3 лица, тени, улучшения физики игры, 3D-модели инструментов. |
| 1.18   | Дождь, снег, грозы, оттепель/заморозки, оборотни, тыквы. |
| 1.19   | Новые рецепты, электричество, новый интерфейс, германиум, бочки с порохом. |
| 1.20   | Сохранение миров на SD-карту, контент сообщества, угольный блок, большие и ветвящиеся пещеры, светодиоды, настройки мира в режиме креатив. |
| 1.21   | Рыба, верховая езда, лошад/верблюд, кожа, седло, свисток и многое другое. |
| 1.22   | Сельское хозяйство, лодка, магнит, острова, новая генерация гор, носороги и многие другие животные, окно характеристик персона. |
| 1.23   | Рейтинг контента, новые электрические устройства, ослы, новые рыбы, термометр и гигрометр, нажимные плиты, генерация могил, генерация ловушек. |
| 1.24   | Лук и стрелы, мишень для стрельбы, олени, тигры, гиены, железные изгороди, плющ, перья, тетива, регулировка температуры мира в креативе, новая модель елки, улучшен спавн птиц.                                                                                      |
| 1.25   | Пользовательские скины, новый интерфейс создания персонажа, новый механизм взрывов, метательные бомбы, арбалеты, огненные стрелы, каменные заборы. |
| 1.26   | Одежда, броня, эффекты холода/тепла/влажности, выращивание хлопка/тыквы, семена хлопка/тыквы, ткань, увеличена прорисовка до 256, новые рыбы, новая птица(казуар), новый окно статистики персонажа.                                                                  |
| 1.27   | Новый движок игры, лось, костры, больший инвентарь, кнопка молнии, больше одежды, ковры, статистика игры. |
| 1.28   | Мушкет с тремя видами снарядов, раздатчик, фейерверки, левостороннее управление, железная табличка, железная лестница. |
| 1.29   | Медь, инструменты и броня из меди, LED-лампы, высокие ели, лавовые/водяные озера, горизонтальные бревна, улучшенный звук электроники, возможность покраски почти всех блоков, обновлены генерации могил и пещер.                                                     |
| 2.0    | С этой версии игра называется Survivalcraft 2 и существует отдельно от версии 1. Мебель, поршни, подводные растения, цветные провода, новое освещение, бизон, статистика игроков.                                                                                    |
| 2.1    | Разделенный экран, женские персонажи, настройка оттенка цвета краски, простуда, порча еды от времени, новая генерация мира, больше животных/рыб, система уровней, индикатор температуры, фоновая музыка в меню, поддержка игрой геймпада, настраиваемый LED-дисплей. |
| 2.2    | Удвоена высота мира, дерево мимозы, деревянные и каменные инструменты заменены на каменный молот и деревянную/каменную дубину. |
| 2.3    | Система сжатия миров, новые птицы, улучшенное приседание, каменные могилки с опытом на вершинах гор, облегченный режим выживания. |
| 2.4    | Времена (сезоны) года, туман и прочие изменения. |

## Система контента
В Survivalcraft реализована система пользовательского контента: каждому пользователю доступна публикация и скачивание миров, текстур, скинов, «мебели». Для этого нужно зайти на вкладку «Content» из главного меню, затем нажать на «Community». Пользователю также доступно сохранение миров на SD-карту.
В отличие от Minecraft, где практически весь контент платный, Survivalcraft предоставляет полностью бесплатный доступ к нему.

## Основные отличия от Minecraft
Survivalcraft часто называют «клоном» похожей популярной игры — Minecraft. Но кроме схожестей есть и довольно заметные отличия:
|                                      | Различия в играх                                                                            | Различия в играх |
| Survivalcraft                        | Minecraft                                                                                   | |
| ------------------------------------ | ------------------------------------------------------------------------------------------- | --- |
| Облака и солнце                      | Реалистичные                                                                                | Квадратные, но возможно создать реалистичные посредством использования шейдеров                                                         |
| Книга рецептов                       | На отдельной странице                                                                       | В окне создания предметов |
| Монстры                              | Только оборотни и другие хищники                                                            | Присутствуют |
| Первое появление в мире              | Корабль высаживает игрока на берег                                                          | Случайное |
| Одежда                               | Доспехи + другая одежда; может изнашиваться                                                 | Только доспехи |
| Платформы                            | Windows, Windows Phone, Android, iOS                                                        | Windows, macOS, Linux, PlayStation, Xbox, Wii U, 3DS, Nintendo Switch, iOS, Android, Windows Phone, Raspberry Pi                        |
| Электричество                        | Реалистичное                                                                                | Представлено в виде системы красного камня                                                                                              |
| Поршни                               | Можно настроить: скорость, длину выдвижения; три вида поршней                               | Нельзя настроить; два вида поршней |
| Рельсы                               | Отсутствуют                                                                                 | Присутствуют |
| Читы                                 | Нет                                                                                         | Есть |
| Пользовательский контент             | Можно свободно скачивать и публиковать                                                      | Java Edition: Можно свободно скачивать и публиковать. Bedrock Edition: Для публикации нужно подать заявку; Большинство контента платное |
| Модификации                          | Доступны                                                                                    | Доступны |
| Кровать                              | Вместо кровати — мягкая поверхность, недоступное для хищников место.                        | Кровать |
| Многопользовательская игра           | Разделённый экран (англ. Split screen), МОД версия игры с серверным/локальным Мультиплеером | По сети, серверы, Realms |
| Возможность создания новых предметов | Да, система мебели                                                                          | Нет, только с использованием неофициальных модификаций                                                                                  |

## SC Editor
SC Editor — разработка одного из членов сообщества Survivalcraft, которая позволяет редактировать миры и атрибуты вплоть до мельчайших деталей. В список возможностей программы входят также автоматическое создание трехмерных построек, опустошение и заполнение определённых областей, экспорт частей мира в другие миры и пр.